# Krzysztof Stroiński (aktor)
Krzysztof Stroiński (ur. 9 października 1950 w Pszczynie) – polski aktor teatralny, filmowy i telewizyjny.

## Życiorys
W roku 1972 ukończył studia na wydziale aktorskim Państwowej Wyższej Szkoły Filmowej, Telewizyjnej i Teatralnej w Łodzi. Pierwszym teatrem, z którym w latach 1972–1973 podjął współpracę, był Teatr im. Ludwika Solskiego w Tarnowie. Następnie, do roku 1978, występował w łódzkim Teatrze im. Stefana Jaracza. Od roku 1979 jest aktorem teatrów warszawskich: Komedii (1979–1981), Dramatycznego (1981–1984), Nowego (1988–1989), Powszechnego (od 1990) oraz Studio (gościnnie).
Dużą popularność zyskał rolami w serialach telewizyjnych, przede wszystkim Leszka Góreckiego w Daleko od szosy, Michała Lindnera w Matkach, żonach i kochankach oraz „Metyla” w Pitbullu.
W roku 1977 na Festiwalu Polskiej Twórczości Telewizyjnej w Olsztynie otrzymał nagrodę „Za stworzenie popularnych postaci telewizyjnych” (w serialu Daleko od szosy).
W latach 1992–1994 był aktorem Kabaretu Olgi Lipińskiej, gdzie wcielił się w rolę szefa instytucji „KABA 3”.

## Filmografia
- 1970: Pierścień księżnej Anny jako Andrzej
- 1970: Doktor Ewa jako Bogdan Zalewski, syn przewodniczącego (odc. 6)
- 1971: Samochodzik i templariusze jako chłopak pożyczający kostiumy w muzeum (odc. 3)
- 1971: Jak daleko stąd, jak blisko jako pijący wódkę z Szymonem
- 1972: Szklana kula jako Rysiek
- 1972: Agnieszka jako Gutek
- 1973: Stawiam na Tolka Banana jako Tomek "Żeglarz" (odc. 5)
- 1974: Zaczarowane podwórko jako przyjaciel Zygmunta III Wazy
- 1974: Pójdziesz ponad sadem jako Franek Bieniak
- 1974: Najważniejszy dzień życia jako Stefan Stolarek w młodości
- 1974: Ile jest życia jako Jaś, asystent Janasa
- 1975: Dyrektorzy jako "Piegus" (odc. 6)

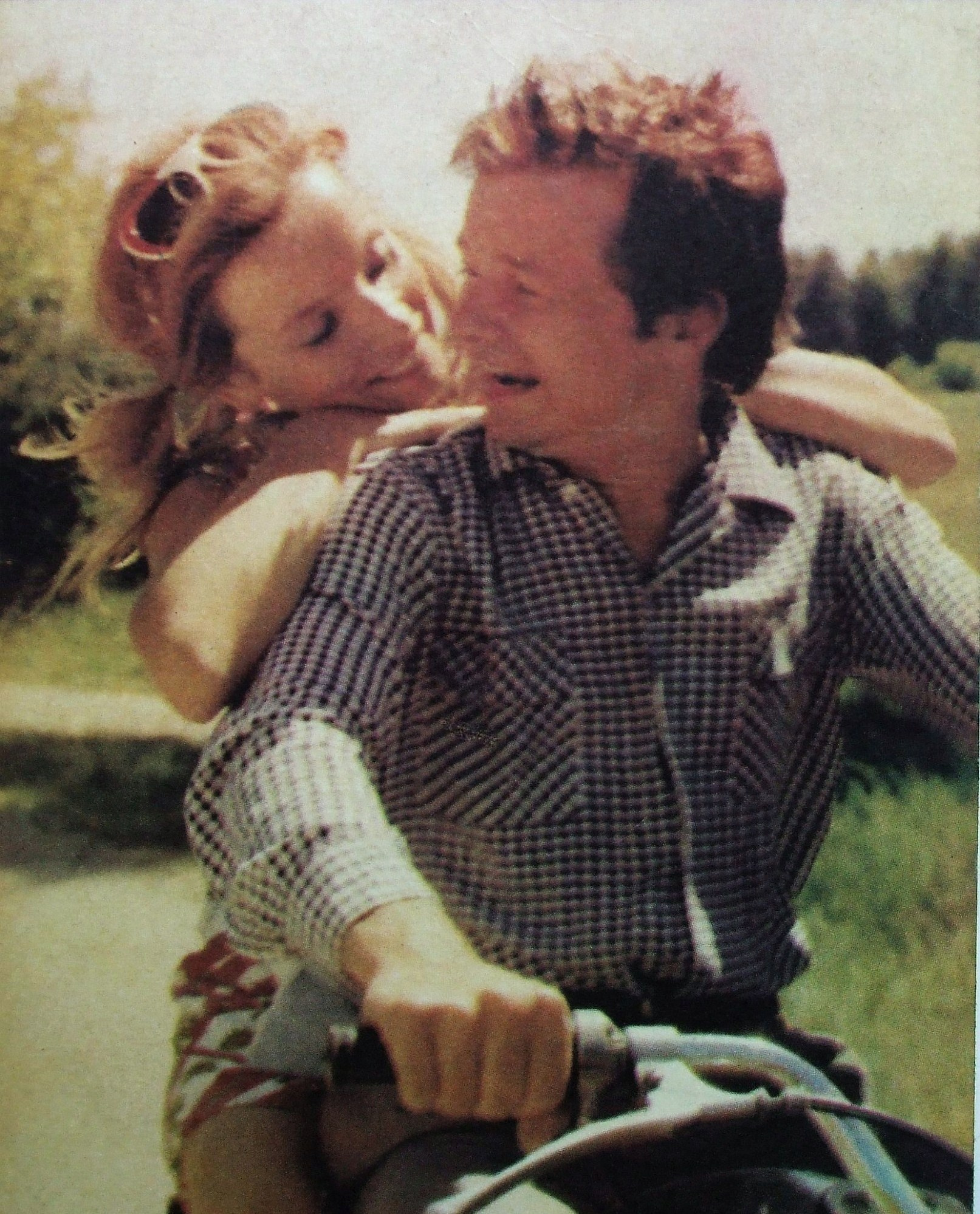
Irena Szewczyk i Krzysztof Stroiński na planie serialu Daleko od szosy (1976)

- Irena Szewczyk i Krzysztof Stroiński na planie serialu Daleko od szosy (1976)1976: Daleko od szosy jako Leszek Górecki
- 1977: Poza układem jako żużlowiec Andrzej Całek
- 1978: Wesela nie będzie jako Wojtek Bukowski
- 1978: Ślad na ziemi jako robotnik Witold Berdzik (odc. 4)
- 1980: Archiv des Todes jako Heiner
- 1981: Najdłuższa wojna nowoczesnej Europy jako młody Stychel, członek zarządu spółki (odc. 10)
- 1983: Synteza jako przedstawiciel kraju Muanty w Radzie Narodów
- 1986: Blisko, coraz bliżej jako Gustek Wanota, syn Teresy i Roberta
- 1988: Oszołomienie jako aktor
- 1988: Mistrz i Małgorzata jako śledczy (odc. 1, 2, 4)
- 1989: Kawalerki jako Irek
- 1989: 300 mil do nieba jako Zdzisio, ojciec Elki
- 1990: Napoleon jako Lavalette (odc. 1 i 6)
- 1991: Powodzenia, żołnierzyku jako Pere d'Henri
- 1992: Wszystko, co najważniejsze jako Adam Chrostowski
- 1993: Pora na czarownice jako ksiądz Jacek, proboszcz w miasteczku
- 1993: Kuchnia polska jako pułkownik Gryczka, podwładny Kowalczyka (odc. 5)
- 1993: Bank nie z tej ziemi jako Józio, stróż w banku
- 1994: Spółka rodzinna jako agent UOP (odc. 9)
- 1995: Wielki tydzień jako kolejarz Osipowicz
- 1995, 1998: Matki, żony i kochanki jako Michał Lindner, mąż Doroty
- 1996: Dzieci i ryby jako Antoni
- 1997: Historie miłosne jako dziekan
- 1999: Tydzień z życia mężczyzny jako Oleś, przyjaciel Adama
- 1999: Trzy szalone zera jako Janus
- 2000: Twarze i maski jako Kamiński, dyrektor Teatru Miejskiego
- 2000: To ja, złodziej jako ojczym "Jaja"
- 2000: Nieznana opowieść wigilijna jako Mikosz
- 2001: Kameleon (serial) jako Kajtek, przyjaciel "Kameleona"
- 2001: Kameleon jako Kajtek, przyjaciel "Kameleona"
- 2002: Moje miasto jako Stefan, ojciec "Goździka"
- 2003: Ciało jako fryzjer Eugeniusz
- 2004: Stacyjka jako radny Wacław Buczek
- 2004: Pensjonat pod Różą jako Stanisław Siemaszko, były mąż Maryli (odc. 11 i 12)
- 2005: Solidarność, Solidarność... jako Roman
- 2005, 2007: Pitbull (serial) jako aspirant Mirosław Saniewski "Metyl"
- 2005: PitBull jako aspirant Mirosław Saniewski "Metyl"
- 2005: Fale. Wyjazd jako Paweł
- 2005: Chaos jako Karol, ojciec "Mani"
- 2006: Demakijaż jako sąsiad - ślusarz
- 2006: Co słonko widziało jako Józef Świder
- 2007: Ogród Luizy jako Lech Bartodziej, ojciec Luizy
- 2007: Lekcje pana Kuki jako "ksiądz"
- 2007: Ekipa jako Adam Niemiec, szef Kancelarii Premiera
- 2008: Rysa jako Jan Żółwieński, mąż Joanny
- 2009: Zwerbowana miłość jako Siejka
- 2009: Sprawiedliwi jako Marcin Kowalski, syn Barbary
- 2009: Janosik. Prawdziwa historia (serial) jako Lani
- 2009: Janosik. Prawdziwa historia jako Lani
- 2009: Enen jako Ambroziak
- 2010: Trzy minuty. 21:37 jako reżyser
- 2010: Mistyfikacja jako dozorca
- 2011: Lęk wysokości jako Wojciech Janicki, ojciec Tomka
- 2011: Uwikłanie jako Karol Wenzel
- 2011: 80 milionów jako ksiądz "Żegota"
- 2013: W ukryciu jako ojciec Janiny
- 2013: Powrót jako Ryszard Małecki, ojciec Piotra
- 2013: Bilet na Księżyc jako Wacław Sikora, ojciec Adama i Antka
- 2015: Walser jako Andrzej Walser
- 2015: Anatomia zła jako Karol Z. "Lulek"
- 2016: Szczęście świata jako Tomasz
- 2016: Wszystko gra jako pan Tadzio
- 2017: Tarapaty jako muzealnik
- 2017: 53 wojny jako Paweł
- 2018: Pitbull. Ostatni pies jako Mirosław Saniewski "Metyl"
- 2022: Czarny sufit jako Jerzy Giedroyc

## Nagrody
- Orzeł Najlepsza główna rola męska: 2009: Rysa
- Nagroda na FPFF w Gdyni Najlepsza pierwszoplanowa rola męska: 2015: Anatomia zła